# History: Function Music
History: Function Music — спільний альбом американських реперів E-40 та Too Short, виданий 6 листопада 2012 р. лейблами Heavy on the Grind Entertainment і EMI в один день з History: Mob Music. Останній реліз має більш олдскульне звучання, у той час як History: Function Music — ньюскульне. У записі альбому взяли участь Cousin Fik, Knotch, Ice Cube, Lil' Skeeter, Stressmatic та ін.
—Too Short про затримку з виходом платівки
 16 квітня 2012 в інтерв'ю Vlad TV E-40 анонсував вихід і назви двох релізів. 31 серпня 2012 стало відомо дату випуску.
Платівка дебютувала на 59-ій сходинці чарту Billboard 200, продавши 6,5 тис. копій за перший тиждень у США. На «Say I», «Slide Through» і «Dump Truck» існують відеокліпи.

## Список пісень
| #   | Назва                                                  | Продюсер(и)                  | Тривалість |
| --- | ------------------------------------------------------ | ---------------------------- | ---------- |
| 1.  | «This Shit Pound» (з участю Stressmatic)               | DecadeZ                      | 3:57       |
| 2.  | «Slide Through» (з участю Tyga)                        | DecadeZ                      | 3:21       |
| 3.  | «Smoke That Shit»                                      | DecadeZ                      | 3:29       |
| 4.  | «Let's Have a Party» (з участю Cousin Fik та Knotch)   | ShonuFF                      | 3:31       |
| 5.  | «Dump Truck» (з участю Travis Porter та Young Chu)     | Scorp Dezel                  | 4:11       |
| 6.  | «Singles»                                              | Dupri з League of Starz      | 4:02       |
| 7.  | «Entrepreneur»                                         | Willy Will                   | 2:54       |
| 8.  | «Bout My Money» (з участю Jeremih та Turf Talk)        | Rick Rock                    | 4:02       |
| 9.  | «Say I» (з участю Wiz Khalifa)                         | Droop-E                      | 3:51       |
| 10. | «Workin' the Trunk»                                    | Traxamillion                 | 4:23       |
| 11. | «West Coast Shit» (з участю Ice Cube)                  | Tone Bone із League of Starz | 3:55       |
| 12. | «One Foot» (з участю Sugafree)                         | AJ                           | 3:38       |
| 13. | «Check That Bitch»                                     | D Nyce із League of Starz    | 3:47       |
| 14. | «Everyday»                                             | ShonuFF                      | 3:31       |
| 15. | «Lemme See You Twerk» (з участю Dolla Will та Decadez) | DecadeZ                      | 3:26       |
| 16. | «Toasted» (з участю Decadez та Lil' Skeeter)           | DecadeZ                      | 3:38       |
| 17. | «Cali» (з участю Wifey та DJ Upgrade)                  | DJ Upgrade                   | 4:53       |

Примітки
- Незазначені виконавці: Stressmatic на «Say I».